# Archivar der Vereinigten Staaten
Der Archivar der Vereinigten Staaten (englisch Archivist of the United States) ist der Behördenleiter der National Archives and Records Administration (NARA). Erster Amtsinhaber war im Jahr 1934 Robert Digges Wimberly Connor, als zugleich die Behörde durch den Kongress geschaffen wurde. Diese Archivare waren bis zur Schaffung der NARA am 1. April 1985 als unabhängige Behörde weisungsgebunden.
Der Archivar ist für die Aktenführung, die sichere Aufbewahrung und die Aussonderung zuständig. Sein Sitz ist Washington, D.C.

## Liste der Amtsinhaber
| Nr. | Bild | Name                   | Amtszeit                              | Präsident(en)                                                          |
| --- | ---- | ---------------------- | ------------------------------------- | ---------------------------------------------------------------------- |
| 1   |      | Robert D. W. Connor    | 10. Oktober 1934 – 15. September 1941 | Franklin D. Roosevelt                                                  |
| 2   |      | Solon J. Buck          | 18. September 1941 – 31. Mai 1948     | Franklin D. Roosevelt                                                  |
| 3   |      | Wayne C. Grover        | 2. Juni 1948 – 6. November 1965       | Harry S. Truman Dwight D. Eisenhower John F. Kennedy Lyndon B. Johnson |
| 4   |      | Robert H. Bahmer       | 7. November 1965 – 9. März 1968       | Lyndon B. Johnson                                                      |
| 5   |      | James B. Rhoads        | 10. März 1968 – 1979                  | Lyndon B. Johnson Richard Nixon Gerald Ford Jimmy Carter               |
|     |      | James O’Neill          | 1979 – Juli 1980                      | Jimmy Carter                                                           |
| 6   |      | Robert M. Warner       | Juli 1980 – 15. April 1985            | Jimmy Carter Ronald Reagan                                             |
|     |      | Frank G. Burke         | 16. April 1985 – 4. Dezember 1987     | Ronald Reagan                                                          |
| 7   |      | Don W. Wilson          | 4. Dezember 1987 – 24. März 1993      | Ronald Reagan George H. W. Bush Bill Clinton                           |
|     |      | Trudy Huskamp Peterson | 25. März 1993 – 29. Mai 1995          | Bill Clinton                                                           |
| 8   |      | John W. Carlin         | 30. Mai 1995 – 15. Februar 2005       | Bill Clinton George W. Bush                                            |
| 9   |      | Allen Weinstein        | 16. Februar 2005 – 19. Dezember 2008  | George W. Bush                                                         |
|     |      | Adrienne Thomas        | 19. Dezember 2008 – 5. November 2009  | George W. Bush Barack Obama                                            |
| 10  |      | David Ferriero         | 6. November 2009 – 30. April 2022     | Barack Obama Donald Trump Joe Biden                                    |
|     |      | Debra Steidel Wall     | 1. Mai 2022 – 17. Mai 2023            | Joe Biden                                                              |
| 11  |      | Colleen Joy Shogan     | 17. Mai 2023 – 7. Februar 2025        | Joe Biden                                                              |
|     |      | William J. Bosanko     | 7. Februar 2025 – 16. Februar 2025    | Donald Trump                                                           |
|     |      | Marco Rubio            | seit 16. Februar 2025                 | Donald Trump                                                           |

1. ↑  
Robert H. Bahmer war von 7. November 1965 bis zu seiner Ernennung am 16. Januar 1966 kommissarischer Archivar der Vereinigten Staaten.
2. ↑  
James B. Rhoads war vom 10. März 1968 bis zu seiner Ernennung am 2. Mai 1968 kommissarischer Archivar der Vereinigten Staaten.